# Mitterskirchen
Mitterskirchen è un comune tedesco di 2 080 abitanti, situato nel land della Baviera.